# Cropia maudaea
Cropia maudaea là một loài bướm đêm trong họ Noctuidae.